# Archibald Alison (militar)
Archibald Alison, 2.º Baronete GCB (Edimburgo, 21 de janeiro de 1826 – Londres, 5 de fevereiro de 1907) foi um militar escocês, que atingiu uma alta patente no Exército Britânico na década de 1880.

## Carreira militar
Alison nasceu em Edimburgo, filho do advogado e historiador Archibald Alison. Foi educado na Universidade de Glasgow, e na Universidade de Edimburgo. Foi comissionado no 72º Regimento de Infantaria em 1846. Participou do Cerco de Sebastopol durante a Guerra da Crimeia em 1855.
Atuou como Secretário Militar para Sir Colin Campbell durante a Revolta dos Sipais em 1857, perdendo um braço no Cerco de Lucknow. Foi nomeado Assistente Adjunto Geral no escritório do Inspetor Geral da Infantaria em 1862, Assistente Adjunto Geral para o Distrito Sudoeste em 1864 e Assistente Adjunto Geral na Divisão Aldershot em 1870. Em 1873 Alison recebeu o comando da brigada britânica na África Ocidental durante as guerras anglo-ashanti e lutou na batalha de Amoaful. Passou a ser Ajudante Adjunto do General na Irlanda, em 1874, comandante da Escola Militar, Sandhurst, em fevereiro de 1878 e Adjunto do Intendente-Geral da Inteligência em maio de 1878. Comandou a Brigada Highland durante a batalha de Tel el-Kebir em setembro de 1882. No final de 1882 foi nomeado General Officer Commanding das tropas britânicas no Egito e em 1883 se tornou General Officer Commanding pelo Distrito Aldershot.

## Família
Em 1858 Alison casou com Jane Black. Eles tiveram dois filhos e quatro filhas.